# Dmîtrenkî, Haisîn
Dmîtrenkî (în ucraineană Дмитренки) este un sat în comuna Bubnivka din raionul Haisîn, regiunea Vinnița, Ucraina.

## Demografie
Componența lingvistică a localității Dmîtrenkî
     Ucraineană (96,32%)
     Rusă (3,68%)
Conform recensământului din 2001, majoritatea populației localității Dmîtrenkî era vorbitoare de ucraineană (96,32%), existând în minoritate și vorbitori de rusă (3,68%).